# Frederic Furió i Ceriol
Frederic Furió i Ceriol, traducció catalana de Fridericus Furius Caeriolanus, nom literari adoptat per Miquel-Joan Ceriol i Balle (València, 27 de maig de 1527 — Valladolid, 12 d'agost de 1592), humanista valencià, fou un destacat filòsof, rètor i teòleg de la segona meitat del segle xvi.

## Biografia
Frederic Furió, originàriament Miquel-Joan Ceriol, nascut a València l'any 1527, fou el cinquè fill de Jeroni Ceriol, propietari agrícola, i d'Isabel Balle i Peris. Els seus avantpassats provenien de la vall de Querol, a l'Alta Cerdanya, i la seva família estava emparentada amb Sant Vicent Ferrer.
A València inicia els seus estudis als set anys, després passa, probablement, a la universitat on es gradua en Arts al voltant de 1546. Aquell mateix any mou a París per a estudiar dret, entre 1546 i 1551, assistint a les classes de Pierre de la Ramée i Adrien Turnèbe. En 1551 és expulsat, com altres estudiants de procedència hispana, a conseqüència de la guerra franco-hispana, i participa en la campanya de Metz a l'any següent. Posteriorment segueix estudis a la universitat de Lovaina on obté la llicenciatura de Teologia i el doctorat en ambdós drets.
Durant la seva estada a Lovaina publica, l'any 1554, el seu tractat de retòrica. L'any 1555 és possible que acompanyés Felip II formant part del seu seguici quan aquest es trasllada a Anglaterra com a rei consort de Maria Tudor. Al març de 1556 Furió publica Bononia, controvèrsia teològica mantinguda l'any abans amb Giovanni da Bologna, professor de Teologia de la mateixa universitat de Lovaina, sobre la licitud de traduir la Bíblia a les llengües vernacles. Poc després és denunciat per Baltasar Pérez, estudiant també a Lovaina, davant la Inquisició, i acaba a la presó però aviat és alliberat. L'any 1559 publica el seu tractat de teoria política i molt poc després és empresonat breument. Al mes d'agost, el rei Felip II, malgrat haver-li dedicat el llibre, mitjançant dues persones interposades l'acusa formalment i durant dos mesos el mantenen a la presó, fins que el rector de la universitat i l'inquisidor de la ciutat aconsegueixen alliberar-lo al·legant el fur d'estudiant. Furió demana sentència ferma i l'any 1560 les autoritats el tornen a portar a presó, fins al 7 d'abril, en què per manca de proves és sobresegut el cas i acaba sortint de la presó.
El problema amb la seva darrera publicació no acaba, atès que les autoritats no volen que escrigui les altres parts del seu Tratado de la Institución del Príncipe, del que el tractat publicat, El Concejo, i consejeros del Príncipe sols és una part. Furió, per evitar problemes, marxa a Lieja un temps i, a continuació, es trasllada a Colònia, a la cort de l'arquebisbe Friedrich von Wied. Els representants reials contacten amb ell en Aquisgrà a principis de 1562 per a proposar-li un tracte: a canvi de no seguir avant en la publicació aconseguirà el perdó reial, diners per a pagar els deutes i un càrrec a la cort. Aprovat l'acord, Furió passa a ésser mantingut per la Corona.
Furió surt de Brussel·les el 16 de novembre de 1563 cap a València, on arriba a finals d'any o a principis del següent, per estar-s'hi uns dos anys sota la vigilància del bisbe que li concedeix un benefici a l'església de Sant Martí. Durant aquest temps viatja a Barcelona, on estava la cort, per a reclamar el compliment de l'acord signat a Aquisgrà però sols aconsegueix dilacions. El 16 de maig de 1564, greument malalt, redacta testament, però ràpidament recuperat i desitjant traslladar-se a la cort per rebre un càrrec, el 27 de juny nomena procurador al seu germà Vicent Ceriol en un plet sobre l'herència materna.
Al voltant de 1566 entra al servei de Felip II amb una pensió de 300 ducats, complint-se l'acord d'Aquisgrà, probablement gaudint de la protecció de Diego Hurtado de Mendoza y de la Cerda, duc de Francavilla, virrei de Catalunya, i sogre de Ruy Gómez de Silva, privat del rei. En el mateix any presenta un memorial sobre la situació de Flandes, els Avisos.
Entre 1574 i 1578 Furió viu a Flandes, probablement a instàncies de Gaspar de Quiroga, inquisidor general, com assessor de Lluís de Requesens, el nou Governador, i a la mort d'aquest, de Joan d'Àustria, amb una missió pacificadora impossible. En aquest període inicia correspondència i posterior relació d'amistat amb Diego Fernández de Cabrera y Mendoza, comte de Chinchón i Majordom Major. Acabada aquesta etapa, Gaspar de Quiroga li demana un informe sobre la resolució del conflicte de Flandes.
Tornat a Madrid, continua treballant per a la Corona, però en funcions subalternes. Desitjòs per millorar la seva situació de marginació política, redacta la seva Petición a Felipe II on sol·licita el càrrec de vicecanceller del Consell d'Aragó que no li és concedit. Posteriorment, sols coneixem l'informe elaborat a petició del comte de Chinchón sobre una qüestió menor, el problema de l'exageració dels tractaments de cortesia.
En el seu domicili de Madrid vivia amb la seva cosina Isabel de Guevara i la seva neboda Elionor. No es va casar mai però tingué nombroses aventures amoroses que es reflectiren en els seus documents testamentaris, quan indica la seva possible paternitat. El 28 de febrer de 1583, estant malalt, redacta un primer codicil i; el 12 d'agost de 1592, estant a Valladolid, el mateix dia de la seva mort, redacta un segon codicil. L'endemà fou soterrat al monestir de la Trinitat, en la mateixa Valladolid.
Un cop mort, Felip II ordena una investigació per aclarir si Furió havia o no estat contaminat de luteranisme.

## Pensament

### Retòrica
Les Institutionum de Ceriol són un tractat de retòrica caracteritzat pel seu ciceronianisme lexical –més proper a Valla que a Bembo–, un erasmisme crític i pedagògic, una concepció política de l'art de la paraula, un enciclopedisme oratori i una distinció rigorosa entre dialèctica i retòrica, entre recerca dels arguments i ús oratori eficaç de raonaments ja estructurats lògicament.

### Teologia
En la controvèrsia teològica entre Giovanni da Bologna i Frederic Furió desenvolupada a la universitat de Lovaina l'any 1555, quan el primer era professor de Teologia i el segon doctorand de la mateixa disciplina, i que el mateix Furió publica l'any següent, es poden veure les dues formes d'entendre l'espiritualitat, representant el primer l'ortodòxia catòlica, obsessionada pel perill de les heretgies, mentre Furió encarna l'ortodòxia evangèlica, ortodòxia de la fe i de la confiança absoluta en el Sant Esperit. Bologna pretén mantenir la jerarquia obligat per les convulsions religioses de l'època, i per això deixa la Bíblia en mans dels teòlegs, ja que la bíblia és sobretot una font de doctrina, fonament de la unitat i de l'estabilitat de la comunitat cristiana. Furió considera que tot cristià té l'obligació de conèixer la paraula de Déu, essent la bíblia l'única autoritat, no els comentaris sobre ella i, a més a més, la bíblia és el símbol de la fe i no sols una font doctrinal. Per a Furió tot cristià s'ha de fer apòstol i té l'obligació d'evangelitzar, de mostrar-se com a testimoni de Jesús i, així, per a poder realitzar aquesta funció Déu s'ha de comunicar directament amb l'ànima de cada creient mitjançant l'aprenentatge de la paraula de Déu per cada cristià.

### Política
Furió es pot considerar un capdavanter en quant només argumenta políticament des de la raó i mai amb l'ajuda, la presència o referència a la religió. És una proposta lúcida però arriscada en un món on dominen les ambicions polítiques i la intransigència religiosa.
Per a Furió el príncep és la força motriu del govern, i la prudència i el bon govern procedeixen de la seva intel·ligència i capacitat, ajudat pels consellers, els quals han estat seleccionats pel mateix príncep. El bon conseller és fuit de la bona selecció del príncep, el qual, per elegir-los, ha de prendre en consideració tot un conjunt de qualitats: Intel·ligent, brillant orador, poliglot, altament versat en història, coneixedor dels homes, entès en els afers polítics, posseir l'experiència de qui ha viatjat a l'estranger, discernidor de la situació present, ha d'estimar el bé públic i oblidar-se del propi, amant de la pau, lleial, imparcial, just, benefactor, pacient en escoltar tothom, fort, valerós d'ànim en dir sempre la veritat.
El subjecte polític és dual, príncep i consellers; essent el príncep el resultat d'un procés de formació iniciat des de la infància, i els consellers han de tenir unes qualitats especials cercades pel príncep. El príncep ha de tenir l'obediència dels seus súbdits i el seu poder és absolut però no despòtic, ja que manté obligacions amb ells. El consell és molt més que un assistent del príncep, és l'òrgan que en política fa possible el príncep, en un món on la política adquireix una gran complexitat i demana la professionalització dels actors que la dirigesquen.
El fi de l'Estat és el bé comú, que no es pot aconseguir si no hi ha ordre. El príncep i els seus consellers han de treballar per aquest fi. El manteniment de l'Estat és essencial, i per aconseguir-lo, mentre el bon govern és l'element més important, l'exèrcit és un factor complementari i subordinat al primer. El bon govern és un mètode d'exercir el poder en el que la raó d'Estat no actua contra els seus súbdits, en cas contrari el príncep es converteix en tirà.

## Obra

### Tractats
- Institutionum Rhetoricarum (1554).[9][32] Tractat de retòrica compost de tres parts: natura, art i exercici; i l'art retòric, per la seva banda, compost per dues parts: elocutio i disposítio. Aquesta disposició es pot considerar més propera a les tesis dels seus professors parisencs, Pierre de la Ramée entre d'altres, com també la consideració que la retòrica és una disciplina dedicada als elements d'estil.[33]
- Bononia (1556).[9][34] Tractat teològic, on es reprodueix la controvèrsia entre Giovanni de Bologna i el mateix Furió.[10]
- El Concejo, i consejeros del Príncipe.[12][35] Tractat de teoria política. Fou traduït a l'italià, anglès, llatí i polonès,[36] i reeditat nombroses vegades durant el segle xvii.

### Memorials, informes i peticions
- Avisos acerca de los Estados Bajos (juliol de 1566). Memorial on analitza les causes que portaran a la revolució, i on explica l'única solució possible, la tolerància religiosa.[15]
- Remedios para las alteraciones de los Estados Bajos (1573). Memorial on descriu 15 solucions per a millorar la situació de Flandes.[37]
- Medios para la pacificación de los Estados Baxos (1578). Informe sobre 3 possibles solucions per a resoldre el conflicte de Flandes, elaborat a petició de Gaspar de Quiroga.[38]
- Petición a Felipe II (7 d'octubre de 1581). Petició del càrrec de vicecanceller del Consell d'Aragó.[6]
- Del uso o abuso común de los títulos (28 de febrer de 1583. Madrid). Informe previ, demanat pel comte de Chinchón, per a elaborar el projecte que portaria a la publicació en 1586 de la Pragmática de las Cortesías. Es van demanar quatre informes més a altres personalitats.[19]